# Banca centrale dell'Ecuador
La Banca centrale dell'Ecuador (in spagnolo: Banco Central del Ecuador), è la banca centrale dell'Ecuador. Dal 2001 ha adottato l'uso del dollaro statunitense, quindi non regola la politica monetaria; la sua funzione principale è quella di regolare il sistema bancario del Paese.

## Storia
L'11 febbraio 1927, la Missione Kemmerer presentò al Governo il progetto di Legge Organica per la Banca Centrale dell'Ecuador, corredato di una motivazione. Fu creata una società per azioni, autorizzata per 50 anni a emettere valuta, riscontare il tasso fisso, fungere da depositario per il Governo e le banche associate, gestire il mercato dei cambi e agire come agente fiscale. Poiché le funzioni della nuova istituzione erano "intimamente legate ai diritti sovrani del Governo e all'interesse pubblico", il Governo fu chiamato a partecipare alla sua amministrazione.
Il 12 marzo 1927, il Presidente Isidro Ayora decretò la Legge Organica della Banca Centrale dell'Ecuador (Registro Ufficiale n. 283). La preparazione delle attività della nuova istituzione fu affidata a un comitato organizzativo, nominato dallo stesso Ayora. Il 3 giugno dello stesso anno, lo statuto fu approvato; Dopo aver superato diverse difficoltà operative tra il Fondo Centrale degli Emittenti e la nuova istituzione, la Banca Centrale dell'Ecuador aprì finalmente i battenti il 10 agosto 1927, nell'edificio del Banco Central del Ecuador, oggi Museo Numismatico, nel centro storico di Quito. Il 25 agosto 1972 fu inaugurata la filiale principale a Guayaquil.

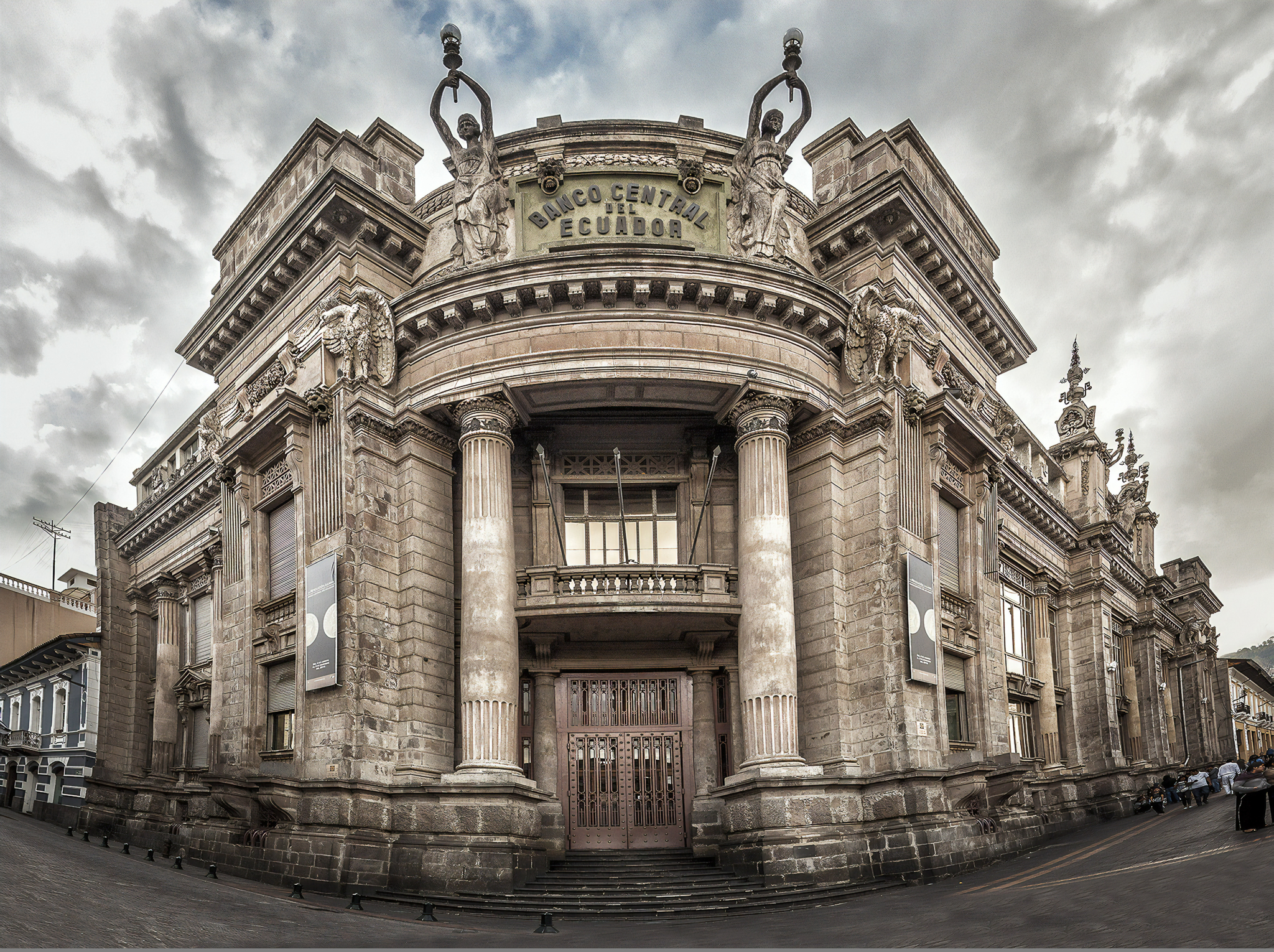
Primo edificio della Banca Centrale dell'Ecuador, oggi Museo Numismatico.

Nel gennaio 2000, l'Ecuador adottò l'uso del dollaro statunitense, preferendolo al sucre ecuadoriano. Il 13 giugno 2001 fu emanato il Decreto Esecutivo n. 1589, che stabiliva il nuovo statuto organico di questa istituzione, la cui missione è: "Promuovere e contribuire alla stabilità economica del Paese".